# Canis lepophagus
Canis lepophagus (від lepus — «заєць, кріль», -phagus — «-їдний») — це вимерлий вид псових, який був ендемічним для більшої частини Північної Америки протягом раннього пліоцену. Це примітно, оскільки його родовід, як припускають, призвів до вовків і койотів.

## Еволюція
Куртен припустив, що бланканський C. lepophagus походить від менших міоценових видів Canis у Північній Америці. Потім він став широко поширеним по всій Євразії, де він був або ідентичним, або тісно спорідненим з C. arnensis Європи:p241. Ван запропонував лінійну прогресію від Eucyon davisi до C. lepophagus і до койота:p58.
Джонстон описує C. lepophagus як такий, що має більш тонкий череп і скелет, ніж у сучасного койота:385. Новак виявив, що ранні популяції мали невеликі, тонкі та вузькі пропорції черепа, які нагадували маленьких койотів і, схоже, були предками C. latrans:p241. Джонсон зазначив, що деякі зразки, знайдені в Сіта-Каньйоні, Техас, мали більші та ширші черепи, і разом з іншими фрагментами Новак припустив, що вони еволюціонували у вовків:p241.
Тедфорд не погодився з попередніми авторами та виявив, що його черепно-зубна морфологія не має деяких характеристик, спільних для C. lupus і C. latrans, і тому не було близького зв’язку, але це припускало, що C. lepophagus був предком і вовка і койота:p119. Крім того, C. edwardii, C. latrans і C. aureus разом утворюють невелику кладу, і оскільки C. edwardii з’явився раніше від середини Бланка (пізній пліоцен) до кінця Ірвінгтона (пізній плейстоцен), C. edwardii пропонується як нащадок C. lepophagus і предок койота і золотого шакала:p58:p175,180.